# 懐素

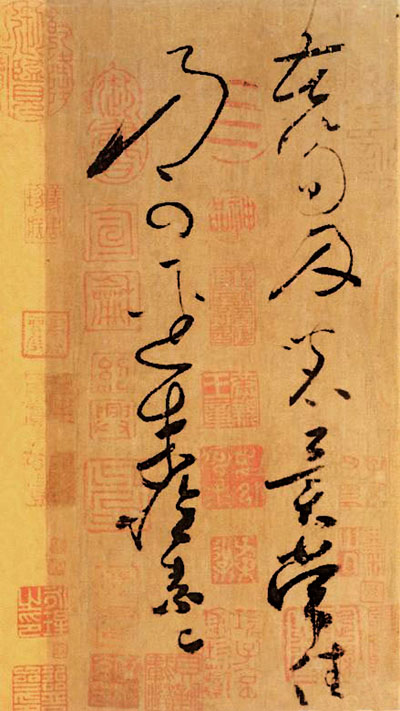
『苦筍帖』懐素書
【釈文】苦筍及茗異常佳，乃可逕來。懐素白

懐素（かいそ、開元13年（725年） - 貞元元年（785年））は、中国唐代の書家・僧。字は蔵真（ぞうしん）、俗姓は銭（せん）、零陵の人で、詩人として有名な銭起の甥にあたる。

## 略伝
幼くして仏門に入り、その後、長安に移る。修行の暇に好んで書を学んだが、貧乏だったので芭蕉をたくさん植えてその葉を紙の代わりにし、それが尽きると大皿や板を代用して磨り減るまで手習いした。また、禿筆が山をなしたので筆塚を作って供養したという。
その書名は若い時から知られたようで、当時の社交界の名士から多くの詩を寄せられており、『書苑菁華』などにかなり収録されている。大暦12年（777年）、洛陽にのぼり、そこで顔真卿に会い、盧象・張謂などが懐素のために作った詩『懐素上人草書歌』を示して真卿に序を求め、真卿は『懐素上人草書歌序』を書いたという。懐素の名声と実力のほどをうかがわせる一件である。
彼は従弟の鄔彤（おとう）や顔真卿から張旭の書を授けられ、さらに風まかせに変化する夏の雲の姿を見て、極まりない形の変化やその自然な布置から悟入したと伝えられる。特に草書に優れ、その作風は狂草と呼ばれる草書のなかでも奔放な書体を得意としているが、法を逸脱したものではなく、その実は王羲之の書法を基盤にしている。彼は酒を愛し、酔いに任せて壁や垣根などに辺り構わず草書を書き散らしたので、世に狂僧と呼ばれた。その行動も草法も張旭に学ぶものであり、張旭と合わせて張顛素狂（ちょうてんそきょう、顛張酔素・顛張狂素とも）と並称された。
懐素の後世に与えた影響は大きく、唐末から五代にかけて僧侶に草書をよくするものを生み、文人の率意の書の規範となった。また、日本においては良寛が好んで習ったといわれている。

## 作品
作品には、『自叙帖』・『苦筍帖』・『食魚帖』（しょくぎょじょう）・『聖母帖』・『論書帖』（ろんしょじょう）・『草書千字文』（『千金帖』）・『清浄経』（しょうじょうきょう）・『蔵真帖』（ぞうしんじょう）などがある。懐素の草書作品には、狂草と独草の2種類の傾向があるが、前者の傾向の書風の方が有名であり、また後世にも影響を与えた。

### 自叙帖
『自叙帖』は、狂草の中の狂草で、明末連綿草の起点となった。筆毫が倒れ斜めに紙に切り込む角度筆と、筆毫を立てて垂直に切り込み、書きつなげる垂直筆の二種類の筆法を使うことにより、西洋古典音楽のような劇的表現が可能になった。角度筆のみによる二折法の単純な強弱の対立法からはるかに高度化し、筆画の肥痩、字形の大小からなる複雑で味わい深い表現を形づくっている。

### 草書千字文
『草書千字文』（そうしょせんじもん、『千金帖』（せんきんじょう）・『小草千字文』とも）は、貞元15年（799年）の小字の草書千字文である。懐素の『草書千字文』は何本もあり、宋の徽宗のコレクションに真跡4本を蔵していたことが『宣和書譜』に記録され、この本はその中の1本とされている。その後、民間に流出し、明の文徴明や清の僧・六舟（名を達受）らの収蔵を経て、台湾の国立故宮博物院に入った。文徴明が蔵した際『停雲館帖』に刻したが、この刻に文嘉の題跋があり、「右唐懐素の絹本草書千字文真跡はもと嘉興の姚公綬（ようこうじゅ）の家に蔵す。公綬蔵する所の法帖甚だ多し。嘗て自ら此巻を定めて第一となし、云く一字一金に直しと。故に当時目して千金帖と為す。」と記されている。以来、『千金帖』の名で世に知られるようになった（以下、便宜上『千金帖』と称す）。
懐素は狂草で有名であるが、『千金帖』は独草体で伝統的な草書であり、平淡で老練な域に達した韻致の高い神品である。『自叙帖』とは好対照で、『自叙帖』が連綿の代表作とすれば、これは独草の代表作である。本文は80行、毎行11字から15字で、字大は1cm前後。18.8×279cmの絹本。台北・国立故宮博物院蔵。
懐素の生没年
『千金帖』の文末に、「貞元十五年（799年）六月十七日於零陵書時六十有三」の款記がある。この一行は偽跡といわれるが、これから推算すれば懐素は開元25年（737年）生まれとなる。しかし、『清浄経』の款記には、「貞元元年（785年）八月廿有三日。西太平寺沙門懐素蔵真書。時年六十一歳。」とあり、これによれば開元13年（725年）生まれでなければならない。これについて梁廷燦は『千金帖』の款記に従わず、725年を生年、785年を没年として『歴代高僧生卒年表』に記している。しかし、『千金帖』の書写年代は一般に799年の款記に従っているため、没年と矛盾している。

### 苦筍帖
『苦筍帖』（くじゅんじょう）は、全文14字の短い草書の尺牘であり、懐素の真跡とされる。「非常によい苦筍とお茶があるので、すぐにでも来られたし。」との内容から、率意の書と思われるが、行の芯を通し、構成も巧みである。書写年不詳。24.8×12cmの絹本。上海博物館蔵。

### 聖母帖
『聖母帖』（せいぼじょう）は、貞元9年（793年）の草書。款記に「貞元九年歳在癸酉五月」とあるが、書者の名はなく、懐素の書と伝えられるが疑わしい。「聖母…」から始まるのでこの名がある。内容は女仙人・聖母の廟を改修した際の記録を書いたもので、53行からなる。聖母は東晋の康帝の時代の人で、仙術を学び、その術が玄妙に達したので神仙として廟に祭られた。『自叙帖』らが遒痩であるのに比べて、本帖は章草の法を交えて温潤な筆致を示している。元祐3年（1088年）に刻され、石は西安碑林に現存する。